# Somatidia metallica
Somatidia metallica är en skalbaggsart som beskrevs av Stefan von Breuning 1982. Somatidia metallica ingår i släktet Somatidia och familjen långhorningar. Inga underarter finns listade i Catalogue of Life.